# Paweł (Galkowski)
Paweł, imię świeckie Pawieł Michajłowicz Galkowski (ur. 28 grudnia 1863?/9 stycznia 1864 w Uswiacie, zm. 28 listopada 1937 w Kazachstanie) – rosyjski biskup prawosławny.

## Życiorys
Był synem kapłana prawosławnego. Wykształcenie teologiczne uzyskał w seminarium duchownym w Witebsku. Następnie ożenił się, miał córkę. Po śmierci małżonki 15 sierpnia 1888 złożył wieczyste śluby mnisze, zachowując dotychczasowe imię. W tym samym roku został wyświęcony na hierodiakona, a 30 sierpnia 1888 – na hieromnicha. Wersję taką przedstawił w swoim słowniku biograficznym hierarchów rosyjskich metropolita Manuel (Lemieszewski). Według innego źródła przyszły biskup został mnichem dopiero później, gdyż według materiałów z prowadzonego przeciwko niemu śledztwa wynika, że jego córka przyszła na świat w 1894. A. Fiedotow uważa, że metropolita Manuel mógł popełnić przypadkowy błąd w swojej pracy.
Po złożeniu ślubów mniszych Paweł (Galkowski) otrzymał godność archimandryty i został przełożonym monasteru św. Piotra (źródła nie precyzują, w jakiej miejscowości). Następnie od 1914 do 1918 był proboszczem parafii przy soborze Opieki Matki Bożej w Witebsku. Działał w rosyjskich ruchu skrajnie konserwatywnym i monarchistycznym, był przewodniczącym witebskiego oddziału Związku Narodu Rosyjskiego. W 1918 został po raz pierwszy aresztowany, jako zakładnik po nieudanym zamachu na Lenina. Od września 1918 do 1919 przebywał w więzieniu na Butyrkach. Od 1919 do 1921 pełnił funkcję spowiednika w placówce filialnej monasterów góry Athos w Moskwie.
5 lipca 1921 został wyświęcony na biskupa buzułuckiego, wikariusza eparchii samarskiej. Od 1923 do 1924 jako locum tenens zarządzał całą eparchią. W 1924 został aresztowany pod zarzutem prowadzenia działalności antyradzieckiej i skazany na trzyletnie zesłanie do Krasnowodska. Między kwietniem a wrześniem 1924 żył w Kazaniu. Następnie od września 1929 do października 1929 był biskupem jegorjewskim, wikariuszem eparchii riazańskiej. Równocześnie zarządzał jako locum tenens eparchią woroneską (luty-marzec 1928), eparchią włodzimierską i suzdalską (grudzień 1928). W 1929 został ordynariuszem eparchii iwanowo-wozniesieńskiej. Rok później otrzymał godność arcybiskupa, w 1931 uczestniczył w pracach Świętego Synodu Rosyjskiego Kościoła Prawosławnego. W 1933 mógł ponownie podlegać represjom ze strony władz (brak szczegółowych informacji nt. ich charakteru). W 1935 otrzymał godność metropolity.
W 1936 metropolita Paweł został aresztowany i oskarżony o kierowanie grupą kontrrewolucyjną w Szui, organizującą tajne postrzyżyny mnisze, spotkania o charakterze antyradzieckim i rozpowszechniającą Protokoły mędrców Syjonu. Zarzucano mu ponadto występowanie przeciwko ruchowi stachanowskiemu, rozpowszechnianie „prowokacyjno-oszczerczych” informacji o braku wolności wyznania w ZSRR, wspieranie materialne zesłanych kapłanów, ataki na władzę radziecką w kazaniach, „inscenizowanie” aktów pokutnych byłych duchownych Żywej Cerkwi. Uznany za winnego działalności kontrrewolucyjnej został zesłany do Kazachstanu.
Metropolita został rozstrzelany w roku następnym. Spotykana jest również wersja, jakoby zmarł 19 października 1945. W 1990 został całkowicie zrehabilitowany.